# Sacred: La leggenda dell'arma sacra
Sacred: La leggenda dell'arma sacra (Sacred) è un videogioco di tipo action RPG sviluppato dalla Ascaron e pubblicato per Windows nel 2004 da Koch Media (distribuito in Italia da FX Interactive). Nel 2012 uscì anche per Linux. È il primo capitolo di una serie, che nel 2008 è stata proseguita con Sacred 2.

## Trama
Il gioco è ambientato nella terra fantasy di Ancaria, popolata, oltre che da umani, da diverse popolazioni e creature fantastiche. Re di Ancaria è il vecchio Aarnum X, il cui potere è insidiato da numerosi nemici, fra cui nobili ambiziosi, bande di predoni e mercenari dilaganti e una pericolosa setta di maghi oscuri, la confraternita di Sakkara, mentre sui confini premono Elfi oscuri e Orchi. Ma una minaccia ben peggiore si prepara nell'ombra.
Oltre i confini del regno, nella sua fortezza di Shaddar-Nur, il negromante Shaddar, capo della confraternita di Sakkara bandito dalla Casta dei Maghi del castello di Mystdale, pianifica di evocare in un oscuro rituale il più terribile dei demoni, per utilizzarne i poteri per i propri fini. I demoni imperversavano per Ancaria secoli addietro, finché i Serafini non li cacciarono negli inferi al termine della Guerra degli dei. Comunque, a causa della sbadataggine di uno degli schiavi goblin di Shaddar, l'esperimento del negromante non va come previsto: il demone di Sakkara gli si rivolta contro e poi si scatena incontrollato su Ancaria. In breve la terra verrà invasa da orde di non-morti, richiamati dalla tomba dalla magia demoniaca.
La partita ha inizio con l'eroe scelto dal giocatore che si ridesta da un incubo, in cui ha avuto una visione del demone di Sakkara. Superata la prima sfida, che varia a seconda dell'eroe scelto dal giocatore, al protagonista viene imposto di recarsi a Bellevue, a farsi reclutare nell'esercito ancariano guidato dal principe Valor, figlio del re Aarnum, che contrasta l'avanzata degli Orchi dal deserto. Da qui in poi la campagna è quasi uguale per tutti gli eroi (ad es. alla sola Vampiressa è dato di affrontare la Regina Vampira nelle fogne di Braverock): il protagonista attraversa Ancaria affrontando nemici di vario genere e compie le sfide imposte per andare avanti nella trama del gioco; in più gli verranno proposte un gran numero di missioni facoltative, che, se svolte con successo, fanno fruttare oro, punti-esperienza e altre ricompense. Scopo del gioco è salvare Ancaria dai numerosi nemici e sventare la minaccia del demone di Sakkara, che solo con un'arma sacra leggendaria potrà essere bandito dal mondo.
Se si sceglie come personaggio uno tra l'Elfo Oscuro e l'Elfo Silvano è possibile assistere, verso metà della missione principale, al tragico epilogo della storia d'amore che lega i due personaggi sin dalla loro prima missione. Il primo infatti avrebbe dovuto eliminare l'elfa ma, innamoratosene, decise di risparmiarla, scatenando la furia dei suoi simili. Nelle caverne di Zhurag-Nar è possibile assistere alla morte del personaggio non giocante per mano dei suoi simili.

## Modalità di gioco
Si tratta di un gioco hack and slash: gli sfondi sono bidimensionali isometrici, con personaggi in tre dimensioni e ciclo giorno-notte. La voce narrante del gioco, che illustra anche le caratteristiche dei singoli eroi, nel doppiaggio in italiano è di Gianni Musy.

### Personaggi
Per combattere contro il male e liberare Ancaria è possibile scegliere tra sei eroi:
- Il Gladiatore: rapito e ridotto in schiavitù da bambino, è stato addestrato alla lotta nelle arene, destino dal quale si libera con la forza all'inizio della campagna; è specializzato nel combattimento corpo a corpo ed è in grado di utilizzare qualsiasi arma, in particolare spade e asce. Non può utilizzare magie, ma in compenso possiede molte abilità di attacco e una serie di aure che potenziano i valori di attacco e difesa.
- L'Elfo silvano: è membro di un'antica razza che, per un antico debito, si è assoggettata ai re umani di Ancaria e che a fatica difende le foreste in cui vive dagli invasori umani e dai tradizionali nemici Elfi oscuri; è una ranger e cacciatrice abilissima con l'arco, con cui riesce a scoccare una moltitudine di frecce contemporaneamente, e riesce anche ad usare la magia, in battaglia può evocare in suo soccorso i poteri della natura per sconfiggere i suoi nemici.
- Il Serafino: è discendente di una stirpe di potenti guerrieri mistici, inviati sulla terra a contrastare i demoni del malefico dio Worganar, che alla fine della Guerra degli dei persero però gran parte della loro forza; combatte sia corpo a corpo che con le magie celestiali.
- L'Elfo oscuro: la sua razza, un tempo predominante su Ancaria, secoli addietro si votò a divinità oscure e sanguinarie e si ritirò nelle fortezze sotterranee di Zhurag-Nar, ma per amore verso un'Elfa silvana di nome Maegalcarwen questo eroe abbandona il suo popolo all'inizio della campagna; è un esperto nell'uso del veleno, utilizza le arti marziali combinate ad armi avvelenate, trappole e magia ipnotica.
- Il Mago guerriero: è un membro della Casta dei Maghi di Mystdale, addestrato dal Mago di Corte Alcalata il Saggio; come numerosi altri maghi di Ancaria, sfrutta la magia dei quattro elementi naturali, ma è anche abile nel combattimento corpo a corpo, in particolare nell'uso della spada.
- La Vampiressa: originariamente era un prode cavaliere che nella battaglia di Mhurag-Nar venne vampirizzata da un sortilegio degli Elfi oscuri, ma che secoli dopo ha assaggiato sangue di Serafino, che ha parzialmente annullato gli effetti della maledizione, permettendole di tornare umana; in forma umana è un'abile guerriera e cavallerizza, nottetempo può però tramutarsi in una implacabile vampira che uccide con i suoi artigli. È in grado di evocare un lupo e dei pipistrelli al suo fianco per darle supporto e protezione in battaglia.

Ogni personaggio possiede le proprie caratteristiche principali che può accrescere, come il suo livello, tramite l'esperienza ottenuta con l'uccisione dei nemici e come ricompensa nei vari incarichi svolgibili nel gioco.

### Oggetti
In Sacred sono presenti molte armi, armature, pozioni, amuleti ed anelli che accrescono la potenza dell'eroe e la protezione di questi contro il veleno, la magia, il fuoco o il semplice danno fisico. Gli oggetti sono suddivisi per rarità, e si possono riconoscere tramite il colore del nome:
- Bianco: oggetto comune, conferisce bonus pressoché nulli.
- Blu: oggetto magico, conferisce bonus più alti rispetto a quello comune ma è più raro.
- Giallo: oggetto raro, conferisce bonus più alti rispetto agli altri due ma è molto più raro.
- Giallo ocra: oggetto unico, ha la particolarita di non essere generato a caso come agli altri tre tipi ma di essere, come dice il nome, unico e, quindi, molto più raro. I bonus possono anche essere inferiori agli altri tre tipi.
- Verde: set, ha la particolarità, oltre ad essere unico, di far parte di un set. Man mano che vengono indossati, i vari componenti del set portano bonus aggiuntivi. Anche questi oggetti sono molto rari, ma spesso meno potenti di altri tipi di oggetti.

### Nemici
I numerosi nemici nei quali l'eroe impersonato dal giocatore si imbatte nel corso della partita sono a loro volta suddivisi per difficoltà, e si riconoscono dal colore del cerchio della vita, calcolata con la differenza dal livello del personaggio usato, e varia da grigio (facile) al rosso intenso (difficile).
I nemici possono essere suddivisi in:
- Base: nome in bianco, non ha niente di speciale, il cerchio è in violetto.
- Facile: cerchio verde.
- Moderato: cerchio giallo.
- Difficile: cerchio arancio.
- Capo: cerchio rosa.
- Campione: nome in blu, caratterizzato da un cerchio con sporgenze a forma di freccia ai piedi, ciò significa che ha maggiore vita forza e resistenza del livello base ma fornisce anche più esperienza e oggetti.
- Comandante in capo: nome in giallo, caratterizzato da un cerchio con sporgenze a spillo ai piedi, è il più forte di tutti, ma è anche quello che dà più esperienza e oggetti.

I nemici sono perlopiù tipici delle ambientazioni fantasy. A larghe vedute possono essere suddivisi in:
- Animali: oltre a lupi, orsi e cinghiali aggressivi delle foreste, vi sono animali addestrati alla battaglia, come i lupi corazzati e i cavalli da guerra.
- Draghi: creature enormi (riempiono lo schermo), antichissime e molto potenti, capaci di sputare fuoco, i draghi sono fra gli avversari più pericolosi che si incontrano, anche se alquanto rari; non vanno confusi con le razze imparentate delle ben più piccole viverne e lucertole alate.
- Elfi: sono una razza potente nell'uso della magia, ma divisa tra le stirpi dei Silvani (rari, presenti perlopiù nelle foreste occidentali, abili arcieri e cacciatori, che sfruttano la magia della natura) e degli Oscuri (infestano le regioni nord-orientali e lottano con lame avvelenate e magia ipnotica); nell'espansione del 2004 sono stati introdotti anche gli Elfi del ghiaccio, che combattono con la magia celestiale.
- Esseri di energia: accanto a fantasmi di chi non trova pace nella morte, vi sono spiritelli aggressivi che infestano rovine e caverne.
- Goblinoidi: comprende le razze imparentate fra loro dei Goblin, Orchetti e Orchi, che dal deserto di Khorad-Nur minacciano i confini meridionali di Ancaria.
- Mostri: comprende creature di svariate forme e dimensioni, che si differenziano per forze e capacità: giganti, ragni, minotauri, arpie, gargoyle, etc.
- Non-Morti: sono cadaveri animati da maledizioni o magia nera, includono scheletri viventi (non molto forti, ma capaci di rialzarsi più volte dopo essere stati battuti), zombie, mummie e spiriti maligni.
- Umani: i nemici più comuni, mossi dal denaro o dal potere; comprendono criminali, soldati (questi ultimi classificati "Mercenari") e maghi.
- Demoni: creature malefiche provenienti dagli inferi, ve ne sono molto pochi sulla terra, evocati da sortilegi di maghi oscuri.

Ovviamente vi sono anche degli avversari unici, di qualunque razza, che si incontrano lungo lo svolgimento delle missioni (principali o secondari).

### Gioco online
La modalità online è suddivisa in due tipi principali di partita:
- Partite Libere: I file dei personaggi sono salvati sul proprio pc.
- Server Dedicato: I file dei personaggi sono salvati sui server della Ascaron.

Server Dedicato è suddiviso a sua volta in altre due modalità:
- Softcore: I personaggi possono resuscitare un numero infinito di volte.
- Hardcore: I personaggi morti non resuscitano e una volta morti non sono più utilizzabili.

Poi le varie partite possono essere ancora suddivise in 4 tipi:
- Missioni: Una normale partita in cui poter compiere missioni secondarie e/o uccidere i nemici.
- Duelli: Come la modalita Missioni ma è abilitato l'attacco ad altri giocatori.
- Campagna Normale (Solo partite libere): Si può compiere la normale campagna offline insieme ad altri giocatori.
- Campagna Underworld (Solo partite libere ed espansione underworld): Si può compiere la normale campagna di Underworld insieme ad altri giocatori.

Dal 2012 non è più possibile giocare online sui server ufficiali.

## Sviluppo
Inizialmente il gioco doveva chiamarsi Reign of Arkarion: Armalion (Das Schwarze Auge: Armalion), seguito della saga Northlands Trilogy, ma nell'agosto del 2001 la ditta produttrice, Ikarion Software, entrò in problemi finanziari chiudendo nel dicembre dello stesso anno. Il team di produzione però lavorò ancora al gioco e nel maggio 2002 Franz Stradal riuscì a firmare un accordo con la società tedesca Ascaron Entertainment. Il team divenne così Studio II Software e rielaborò Armalion nell'attuale Sacred, che è stato commercializzato in tutto il mondo nel 2004.
In riferimento a questo si può trovare nel gioco un epitaffio su cui sta inciso "Qui giace A. R. Malion".

## Espansioni e patch
La prima patch degna di rilievo è stata quella per aggiornare Sacred alla versione 1.7, nel 2004, per il semplice fatto che ha eliminato i cheats, o codici, che erano presenti sul gioco, e sistemò molti bug presenti al momento dell'uscita. In seguito è stata la volta dell'aggiornamento alla versione 1.8 detta anche "Sacred Plus", del 2005. Quest'ultima aggiunge due regioni e nuovi mostri, missioni, oggetti e anche numerose aree segrete e qualche easter egg. In più aumenta di molto la probabilità di trovare particolari oggetti speciali, prima molto esigua.

### Sacred: Underworld
Nel 2005 è uscita Sacred: Underworld, che introduce due nuovi personaggi (il Nano e la Diavola) e nuove inedite regioni tutte da esplorare.
- Il Nano: ultimo discendente di una evoluta razza sterminata sia da Ancaria che da Menelgond, padroneggia il combattimento utilizzando la tecnologia delle armi da fuoco, oppure brandendo enormi mazze e asce. Il Nano possiede delle abilità in grado di aumentare i suoi valori d'attacco e difesa, e delle utilissime abilità che aumentano le sue probabilità di trovare oggetti speciali, però è l'unico eroe che non può andare a cavallo.
- La Diavola (o Succube): è una creatura degli inferi, dove ha a lungo vissuto come favorita di Anducar, signore del Sottomondo, il quale però l'ha bandita sulla terra quando si è stancato di lei; oltre alle abilità nel combattimento corpo a corpo e nella magia, è capace di volare. La diavola nei duelli player versus player (PvP) possiede delle combo in grado di uccidere rapidamente l'avversario.

Con l'espansione, oltre alla normale campagna di Sacred Plus e i relativi eroi, è possibile giocare una seconda campagna, ambientata nei nuovi territori aggiunti dell'Underworld (Sottomondo). Essa inizia poco dopo la fine della campagna di Ancaria, con Vilya, nuova regnante, che non ha superato il dolore per la perdita dell'amato principe Valor e che per questo si rivela vulnerabile all'influsso malefico di un losco figuro, che le appare dalla dimensione del Sottomondo, della quale fanno parte anche gli inferi. Vilya ordina al suo mago di corte, Alcalata il Saggio, di evocare dagli inferi lo spirito di Valor, ma al suo posto emerge un grosso demone di nome Ssskrak, che uccide Alcalata, afferra Vilya e sparisce con lei. L'eroe li insegue e si ritrova fra le rovine dei Nani di Menelgond, una delle regioni che compongono il Sottomondo. Scopo della campagna è liberare Vilya e scongiurare i piani di conquista della terra di Anducar, il malvagio padrone del Sottomondo, di cui anche Ssskrak è servitore.
Le classi di nemici sono analoghe a quelle della campagna di Ancaria, ma vi sono pochissimi Animali, gli Umani si limitano ai pirati e ai Mokhva (classe "Mercenari"), mentre i Goblinoidi, gli Elfi e i Draghi (eccetto qualche lucertola volante) sono del tutto assenti. Al contrario, sono stati introdotti numerosi nuovi Mostri e Demoni, e in più una nuova razza:
- le Driadi: popolano una foresta nel sud-est di Underworld, l'ultima regione ancora libera dalla tirannide di Anducar, sono cacciatrici abili e veloci, esperte nell'uso dell'arco e delle relative tecniche di combattimento, mentre i loro uomini combattono corpo a corpo o lottano come druidi con la magia naturale.

I salvataggi del gioco originale però non possono essere utilizzati nell'espansione, mentre i Personaggi esportati precedentemente, potranno essere riutilizzati semplicemente spostandoli dalla vecchia cartella save a quella nuova.
L'originale più le due espansioni sono stati ripubblicati insieme come Sacred Gold, nel 2005. La versione Gold presenta alcuni difetti come frasi del manuale in spagnolo e non in italiano.
In Italia l'espansione Underworld è stata distribuita (sia gratuitamente che allegata a riviste di videogiochi come Giochi per il mio computer) da FX Interactive, che aveva già pubblicato il gioco principale.

## Altri programmi perSacred
Il Gameserver è un miniprogramma accoppiato a Sacred, il quale permette ad un particolare utente di accollarsi i compiti di host e nodo principale della partita in corso. Può essere sfruttato in due modi: come ciclo subordinato del gioco, quando si crea una partita dall'interno, o come programma indipendente esterno, ossia quando lo si lancia anticipatamente. Nel secondo caso, sono disponibili parecchie funzioni in più, che vanno dagli effetti atmosferici alle impostazioni della partita. La Ascaron, nella patch successiva all'Underworld, la 2.28, ha incluso una funzione nei Gameserver per riconoscere ed espellere i cheater.